# حشره‌خوار ساوانا
 حشره‌خوار ساوانا (نام علمی: Crocidura fulvastra) نام یک گونه از سرده حشره‌خوارهای دندان‌سفید است.